# BartPE
BartPEとはWindowsのLive CDを作るためのフリーウェア、またはそれによって作られたLive CDのこと。

## 概要
作者はオランダ在住のBart Lagerweij氏で最初のリリースは2003年4月28日だった。「BartPE」は通称であり、アプリケーションの正式名称は「Bart's PE Builder」という。PEとは"Preinstallation Environment"、つまり「インストールする前の環境」の意であり、そもそものWindowsのこうした利用形態がマイクロソフトによるWindowsインストールを実行するためのOS環境「Win PE」から始まったことに由来している。
WindowsのセットアップCDをソースとしてWindows XPまたはWindows Server 2003ベースのLive CDを作成可能であり、Firefoxなどのアプリケーションを導入することも可能。システムが起動できなくなったときのデータレスキューなどの用途で使われる。
またBartPEはプラグイン方式を導入しておりプラグインによって様々な機能を追加することができ、そのプラグインは設定ファイルを書くだけで誰でも作ることができる。

## 注意点

### ライセンスの問題
WindowsインストールCDからファイルを抽出して作成されるLive CDはその作成されたPCに利用する分には問題ないが、別のPCへの利用や第三者への譲渡はライセンスに抵触する恐れがあるので注意が必要である。マイクロソフトは当初、Bart's PE Builderをライセンス違反を助長する物として配付差し止めを行おうとしたが、現在では個人的な範囲での使用はライセンス使用条件に違反する物ではないという立場を取り、事実上黙認した形となっている。

### 東亜言語対応
PE Builderは英語版Windows CDを使用してLive CDを作成することを前提としているため、日本語とその他の東亜言語版Windows CDを用いて作成したLive CDでは文字化けが発生してしまう。有志によって日本語対応プラグインが公開されているので、日本語版Windows CDからLive CDを作成する場合は、その導入が望ましい。